# Mistrzostwa Świata w Piłce Nożnej 2022 (eliminacje strefy AFC)/Grupa 4

## Grupa 4
| Lp. | Drużyna          | M | Mecze | Mecze | Mecze | Bramki | Bramki | Bramki | Pkt |
| Lp. | Drużyna          | M | W     | R     | P     | +      | −      | +/−    | Pkt |
| --- | ---------------- | - | ----- | ----- | ----- | ------ | ------ | ------ | --- |
| 1.  | Arabia Saudyjska | 8 | 6     | 2     | 0     | 22     | 4      | +18    | 20  |
| 2.  | Uzbekistan       | 8 | 5     | 0     | 3     | 18     | 9      | +9     | 15  |
| 3.  | Palestyna        | 8 | 3     | 1     | 4     | 10     | 10     | 0      | 10  |
| 4.  | Singapur         | 8 | 2     | 1     | 5     | 7      | 22     | −15    | 7   |
| 5.  | Jemen            | 8 | 1     | 2     | 5     | 6      | 18     | −12    | 5   |

## Mecze
| 5 września 2019 19:45 UTC+8 | Singapur · Ikhsan 27' · Faris 52' | 2:2(1:2)Raport | Jemen · 34' Al-Matari · 45' Qarawi | Stadion Narodowy w Singapurze, Singapur Widzów: 7018 Sędzia: Shaun Evans |
|                             |                                   |                |                                    |                                                                          |

| 5 września 2019 17:00 UTC+3 | Palestyna · Dabbagh 60' · Batran 85' | 2:0(0:0)Raport | Uzbekistan | Malab Fajsal al-Husajni, Ar-Ram Widzów: 6740 Sędzia: Fu Ming |
|                             |                                      |                |            |                                                              |

| 10 września 2019 19:40 UTC+8 | Singapur · Shakir 3' · Safuwan 38' | 2:1(2:1)Raport | Palestyna · 13' Hamed | Jalan Besar Stadium, Singapur Widzów: 6011 Sędzia: Yu Ming-hsun |
|                              |                                    |                |                       |                                                                 |

| 10 września 2019 19:00 UTC+3 | Jemen · Qarawi 8' · Al-Dahi 38' | 2:2(2:1)Raport | Arabia Saudyjska · 23' Bahebri · 48' ad-Dausari | Malab al-Bahrajn al-watani, Ar-Rifa (Bahrajn) Widzów: 3100 Sędzia: Sivakorn Pu-udom |
|                              |                                 |                |                                                 |                                                                                     |

| 10 października 2019 17:00 UTC+5 | Uzbekistan · Kodirkulov 3' · Shomurodov 33' · Ishkanderov 53' · Tukhtakhodjaev 72' · Sergeyev 90' | 5:0(2:0)Raport | Jemen | Stadion Centralny Paxtakor w Taszkencie, Taszkent Widzów: 28 571 Sędzia: Hanna Hattab |
|                                  |                                                                                                   |                |       |                                                                                       |

| 10 października 2019 20:00 UTC+3 | Arabia Saudyjska · Asiri 38', 67' · Al-Hamdan 60' | 3:0(1:0)Raport | Singapur | Malab madinat al-Malik Abd Allah ar-rijadijja, Burajda Widzów: 14 560 Sędzia: Kim Hee-gon |
|                                  |                                                   |                |          |                                                                                           |

| 15 października 2019 19:45 UTC+8 | Singapur · Ikhsan 45+1' | 1:3(1:1)Raport | Uzbekistan · 15' Ahmedov · 51', 90+2' Shomurodov | Stadion Narodowy w Singapurze, Singapur Widzów: 12 547 Sędzia: Shen Yinhao |
|                                  |                         |                |                                                  |                                                                            |

| 15 października 2019 16:00 UTC+3 | Palestyna | 0:0(0:0)Raport | Arabia Saudyjska | Malab Fajsal al-Husajni, Ar-Ram Widzów: 12 000 Sędzia: Ahmed Al-Kaf |
|                                  |           |                |                  |                                                                     |

| 14 listopada 2019 17:00 UTC+5 | Uzbekistan · Shomurodov 16' · Shukurov 56' (k.) | 2:3(1:1)Raport | Arabia Saudyjska · 23' (k.), 85' Al-Faraj · 89' ad-Dausari | Stadion Centralny Paxtakor w Taszkencie, Taszkent Widzów: 31 524 Sędzia: Ryuji Sato |
|                               |                                                 |                |                                                            |                                                                                     |

| 14 listopada 2019 18:00 UTC+3 | Jemen · Al-Dahi 54' | 1:0(0:0)Raport | Palestyna | Malab al-Bahrajn al-watani, Ar-Rifa (Bahrajn) Widzów: 530 Sędzia: Adham Makhadmeh |
|                               |                     |                |           |                                                                                   |

| 19 listopada 2019 17:00 UTC+5 | Uzbekistan · Shomurodov 18', 58' | 2:0(1:0)Raport | Palestyna | Stadion Centralny Paxtakor w Taszkencie, Taszkent Widzów: 19 143 Sędzia: Nawaf Szukr Allah |
|                               |                                  |                |           |                                                                                            |

| 19 listopada 2019 18:00 UTC+3 | Jemen · Al-Gahwashi 85' | 1:2(0:1)Raport | Singapur · 19' Ikhsan · 52' Hafiz | Malab al-Bahrajn al-watani, Ar-Rifa (Bahrajn) Widzów: 650 Sędzia: Minoru Tōjō |
|                               |                         |                |                                   |                                                                               |

| 30 marca 2021 20:30 UTC+3 | Arabia Saudyjska · Al-Shahrani 37' · Al-Muwallad 43' · Al-Shehri 52', 58' · ad-Dausari 88' (k) | 5:0(2:0)Raport | Palestyna | King Saud University Stadium, Rijad Widzów: 1 Sędzia: Mohanad Qasim |
|                           |                                                                                                |                |           |                                                                     |

| 3 czerwca 2021 21:00 UTC+3 | Palestyna · Seyam 19' (k), 30' (k) · Dabbagh 23' · Hamed 85' | 4:0(3:0)Raport | Singapur | Stadion Króla Fahda, Rijad (Arabia Saudyjska) Widzów: 294 Sędzia: Mohammed Abdulla Mohamed |
|                            |                                                              |                |          |                                                                                            |

| 5 czerwca 2021 21:00 UTC+3 | Arabia Saudyjska · ad-Dausari 4' · Al-Muwallad 17', 32' | 3:0(3:0)Raport | Jemen | King Saud University Stadium, Rijad Widzów: 4382 Sędzia: Nivon Robesh Gamini |
|                            |                                                         |                |       |                                                                              |

| 7 czerwca 2021 21:00 UTC+3 | Uzbekistan · Masharipov 6', 34' · Shomurodov 45+1' · Ahmedov 50' · Ir. Fandi 88' (sam.) | 5:0(3:0)Raport | Singapur | Stadion Króla Fahda, Rijad (Arabia Saudyjska) Widzów: 75 Sędzia: Ali Abdulnabi |
|                            |                                                                                         |                |          |                                                                                |

| 11 czerwca 2021 21:00 UTC+3 | Jemen | 0:1(0:1)Raport | Uzbekistan · 19' (k.) Masharipov | Stadion Króla Fahda, Rijad (Arabia Saudyjska) Widzów: 230 Sędzia: Mohammed Abdulla Mohamed |
|                             |       |                |                                  |                                                                                            |

| 11 czerwca 2021 21:00 UTC+3 | Singapur | 0:3(0:0)Raport | Arabia Saudyjska · 84' ad-Dausari · 86' Al-Muwallad · 90+6' Al-Shehri | King Saud University Stadium, Rijad (Arabia Saudyjska) Widzów: 4879 Sędzia: Mohanad Qasim |
|                             |          |                |                                                                       |                                                                                           |

| 15 czerwca 2021 21:00 UTC+3 | Arabia Saudyjska · Al-Faraj 25', 33' · Al-Hassan 52' | 3:0(2:0)Raport | Uzbekistan | King Saud University Stadium, Rijad Widzów: 6339 Sędzia: Ko Hyung-jin |
|                             |                                                      |                |            |                                                                       |

| 15 czerwca 2021 21:00 UTC+3 | Palestyna · Dabbagh 43', 84' · Hamed 45+3' | 3:0(2:0)Raport | Jemen | Stadion Króla Fahda, Rijad (Arabia Saudyjska) Widzów: 430 Sędzia: Masoud Tufayelieh |
|                             |                                            |                |       |                                                                                     |

## Strzelcy
7 goli
- Eldor Shomurodov

4 gole
- Salim ad-Dausari
- Salman Al-Faraj
- Oday Dabbagh

3 gole
- Saleh Al-Shehri
- Yaser Hamed
- Ikhsan Fandi
- Jaloliddin Masharipov

2 gole
- Fahad Al-Muwallad
- Abdulfattah Asiri
- Omar Al-Dahi
- Mohsen Qarawi
- Tamer Seyam
- Odil Ahmedov

1 gol
- Abdullah Al-Hamdan
- Ali Al-Hassan
- Yasser Al-Shahrani
- Hattan Bahebri
- Nasser Al-Gahwashi
- Abdulwasea Al-Matari
- Islam Batran
- Faris Ramli
- Hafiz Nor
- Safuwan Baharudin
- Shakir Hamzah
- Jamshid Iskanderov
- Sanjar Kodirkulov
- Igor Sergeyev
- Otabek Shukurov
- Islom Tukhtakhodjaev

Gol samobójczy
- Irfan Fandi (dla Uzbekistanu)